# Амат
Амат (также Аммит, Амит, Амт, Амма́т, Амемит, Амамат; /ˈæmɪt/; егип. ꜥm-mwt — «пожирательница», Ам-мут — «Пожирательница мёртвых» ) — чудовище с телом гиппопотама, львиными лапами и гривой, пастью крокодила в древнеегипетской мифологии, обитающее в Дуате. Она съедала сердце человека, если великая Эннеада выносила ему обвинительный приговор на загробном суде Осириса в Аменти.
Представление об Аммат начинает складываться в начале Нового царства и окончательно сформировалось при XIX династии.
В царских усыпальницах фараонов Аммат не показана в сцене взвешивания сердца, поскольку фараон считался носителем и приверженцем истины Маат при жизни, которые он нарушить не может. В гробницах фараонов Аммат изображалась не чудовищем, а защитницей. На кровати, украшенной позолоченными головами гиппопотамов, из гробницы Тутанхамона (KV62) написано: «Фараон ею любим». Отвечала за второй час ночи, но при Птолемеях в «Книге часов» записана под 10 часом ночи.

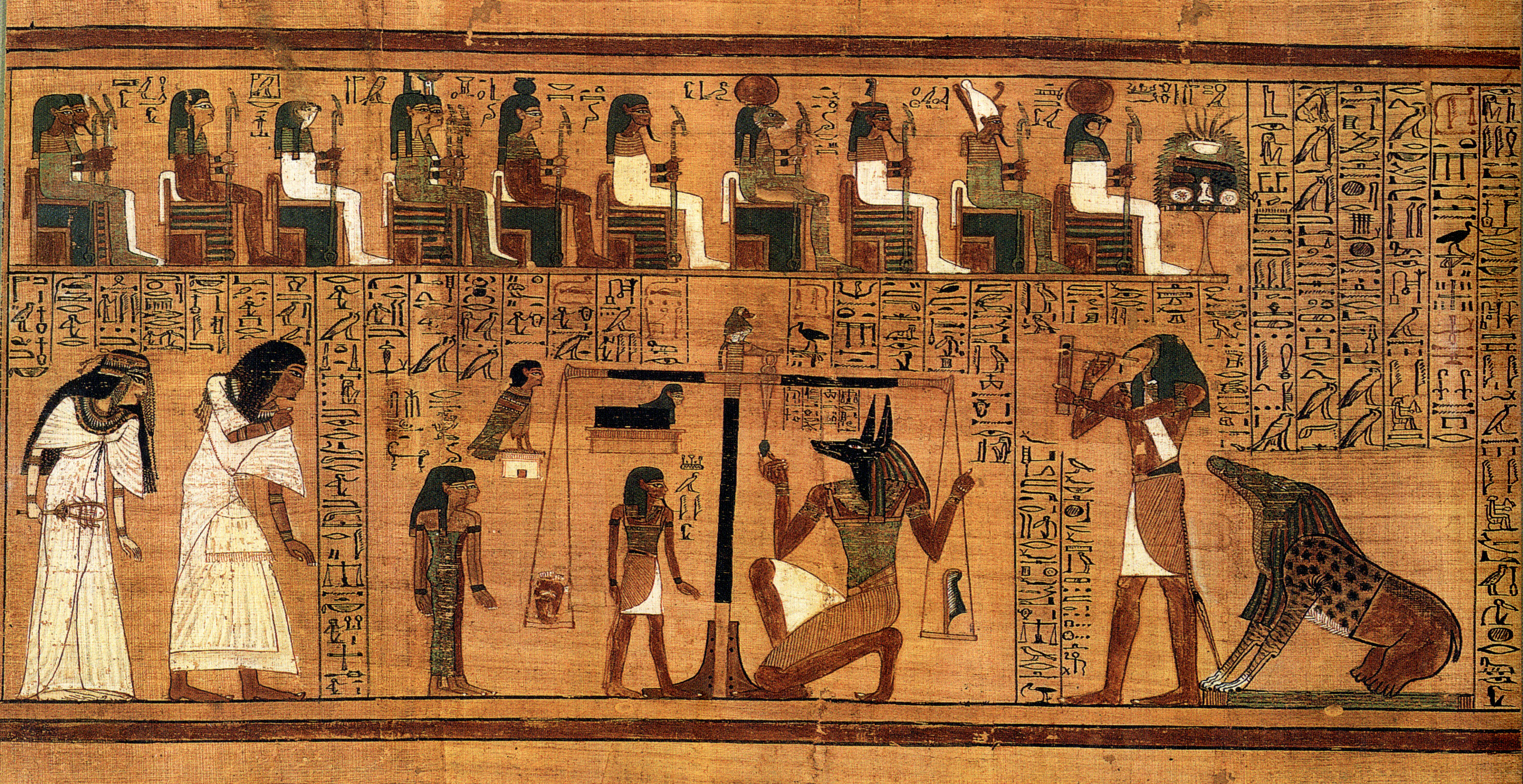
Сцена взвешивания сердца на суде Осириса. «Книга мёртвых Ани», ок. 1300 год до н.э. Британский музей
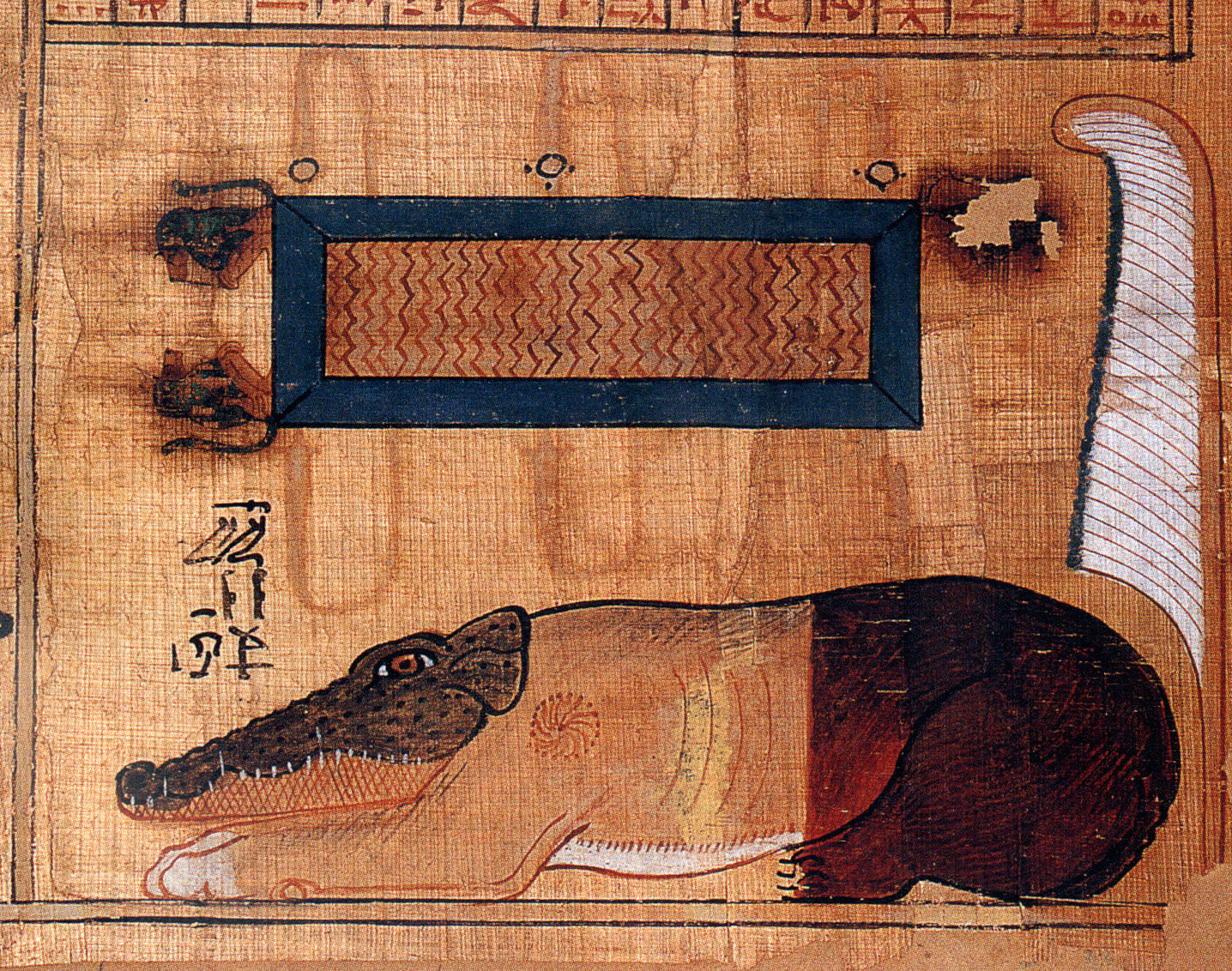
Аммат из «Книги мёртвых» Небкеба (ок. 1391–1353 годы до н.э.)
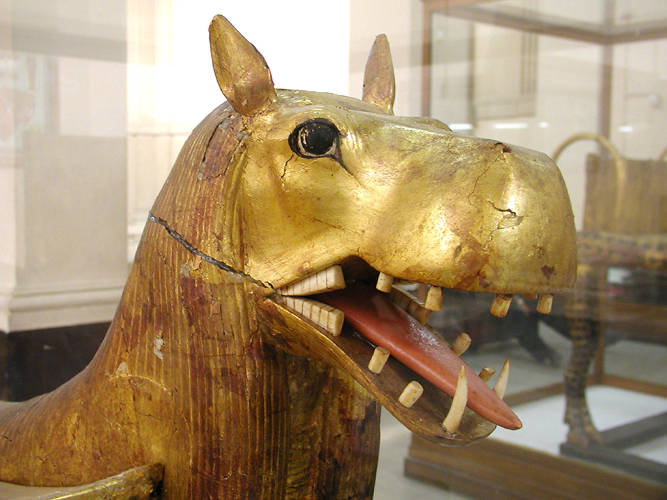
Кровать с головой гиппопотама из гробницы Тутанхамона
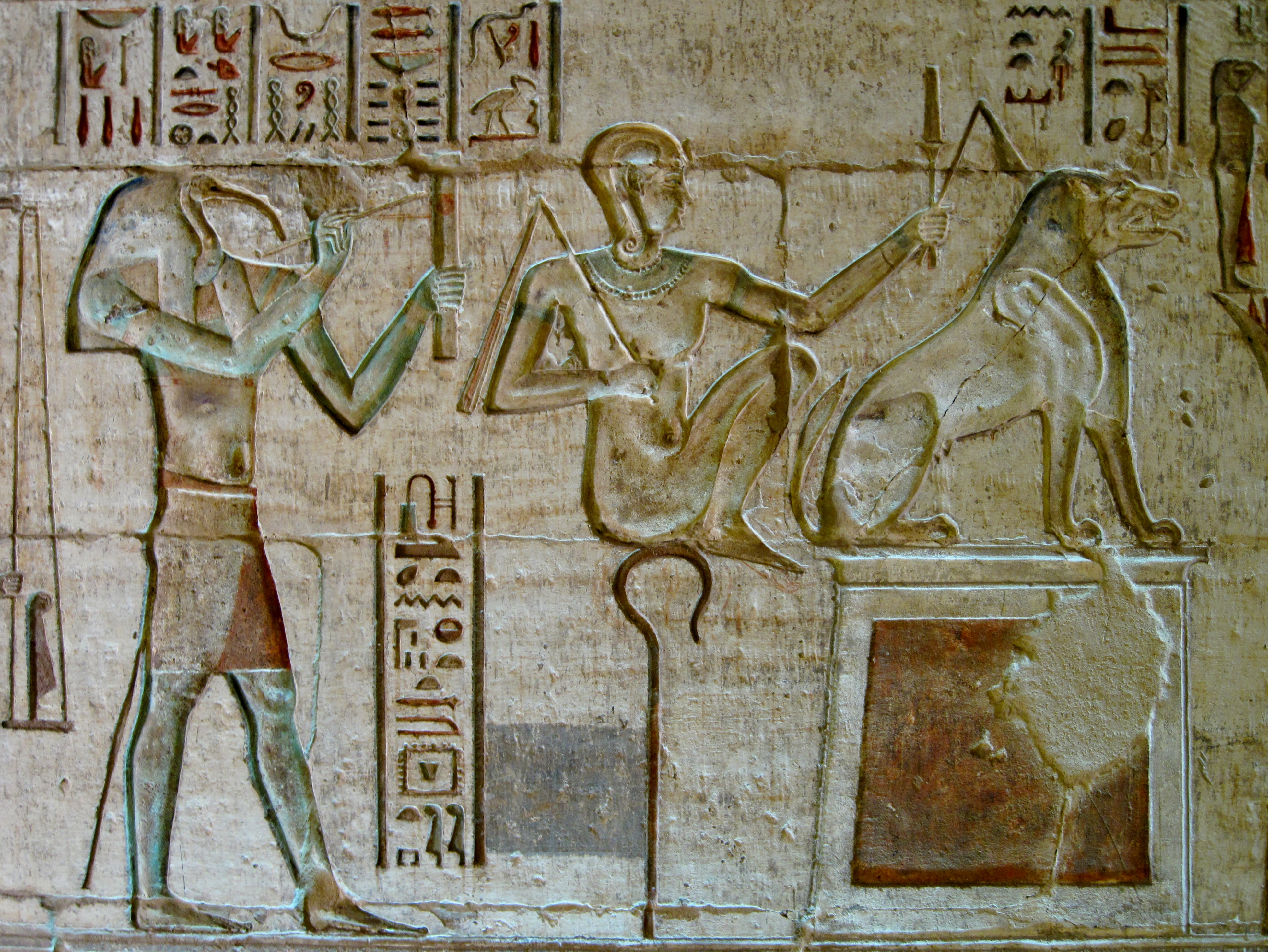
Рельеф из храма Маат в Дейр-эль-Медине. Аммат изображена справа. Период Птолемеев.